# Желю Желев
Вижте пояснителната страница за други личности с името Желю Желев.
Желю Митев Желев е български учен (доктор на философските науки), дисидент и политик, държавен глава на България между 1 август 1990 и 22 януари 1997 г. Първи президент на Република България (22 януари 1992 – 22 януари 1997).

## Биография

### Произход и ранни години
Желю Желев е роден на 3 март 1935 г. в село Веселиново, Преславско, в семейството на Митю Желев Митев (14 ноември 1911 – 18 март 2005) и Йорданка Николова Митова. Има трима братя: Йордан, Христо и Стоян. 
През 1949 година завършва основното си образование в Основно училище „Кирил и Методий“ в родното си село, а през 1953 средно образование в  Народно мъжко средно училище „Никола Й. Вапцаров“ в Шумен. През 1958 година завършва висшето си образование в Софийския държавен университет, специалност „Философия“. Постъпва на работа като секретар на читалището във Веселиново и секретар на местния комитет на ДКМС. Успява да издейства откриването на вечерна прогимназия в селото, като пише писмо лично до Тодор Живков. През 1959 година на два пъти кандидатства за аспирант, но не е приет.
През 1961 година е приет за член на БКП. По-късно пише: „... аз бях влязъл в комунистическата партия като убеден антикомунист.“ Целта му е да води борба с комунистическата партия отвътре, като приема членството в БКП като единствена възможност да бъде приет за  аспирант.
В периода 1961 – 1964 година, след издържан конкурс, Желю Желев е редовен аспирант във философския факултет към катедра „Диалектически и исторически материализъм“ на Софийския държавен университет.

### Политическа дейност

#### Дисидентство
През 1956 година Желев участва в ултиматум на студентите по философия от четвърти курс в Софийския университет до ръководството на Философско-историческия факултет с искане за премахване на някои от идеологическите дисциплини. В условията на репресии след избухналото междувременно Унгарско въстание ултиматумът не е удовлетворен. В своите спомени Желев определя смазването от съветски танкове на Унгарската революция през октомври 1956 година като повратен момент, след който става противник на режима и „завинаги убеден антикомунист“.
През юни 1962 година на конференция на Института по философия при БАН и Катедрата по философия при Софийския университет на тема „Грешките на Сталин във философията“ Желев изнася реч, която по собствените му думи произвежда впечатлението на „току-що взривена бомба“. Той предлага да се обсъждат не грешките, а престъпленията на Сталин и сталинизма,  предпуреждава за опасността Сталин да бъде заменен с Ленин, настоява философията да не се превръща в идеология, в „проста идеологическа прислужница“. Подложен е на критики на специално събрание на групата на БКП в Катедрата по философия в Софийския университет. 
В подготвения дисертационен труд от 1965 година „Определението на материята и съвременното естествознание“ и в някои предадени за печат научни статии Желев критикува марксистко-ленинистката теория, като се обявява за „пълно и окончателно разгромяване на догматизирания марксизъм-ленинизъм и неговите учреждения“. Отпечатва дисертацията си в 200 екземпляра на циклостил и я разпространява в средите на научната и художествена интелигенция по системата „самиздат“. Професор Георги Фотев, който по това време е студент, пише, че дисертацията на Желев предизвиква в университетските среди „нещо като брожение“. От Москва пристига един от корифеите на съветската философия Бонифатий Кедров, който застава твърдо срещу опитите да се критикува Ленин. През май 1965 година Желев е изключен от БКП като антимарксист и антиматериалист, който няма нищо общо с идеологията на Партията. Самият Желев коментира своето продължило близо четири години и половина членство в БКП по следния начин: „Моят опит да се боря с идеологията на комунизма вътре в самата комунистическа партия, с нейните собствени идеологически и философски оръжия, смятам, че общо взето беше успешен“.
Уволнен е от университета, а дисертацията не е допусната до защита. Отнето му е софийското жителство и той се установява в селото на съпругата си Грозден, Бургаско до 1972 година, когато семейството се връща в София.
В с. Грозден през 1967 година Желю Желев написва книгата „Тоталитарната държава“, публикувана 15 години по-късно.  През 1975 г. Желев започва работа в Института по култура. От 1977 до 1982 година е завеждащ секцията „Култура и личност“ в същия институт.
В края на март 1982 г. издателство „Народна младеж“ публикува книгата на Желев „Тоталитарната държава“. Тя излиза със заглавие „Фашизмът“ и тираж 10 000 екземпляра. Престоява на пазара месец и дори е планирана за реклама на Панаира на книгата, но бива свалена от щандовете, тъй като се виждат прилики между фашистката диктатура и социалистическата държавна система. По-късно тя е забранена неофициално, като с писмо на Комитета за култура от август е иззета и от обществените библиотеки и конфискувана. Иззетите официално излезли от печат копия на книгата са унищожени Редакторите и рецензентите са наказани. Но все пак са били продадени вече около 6 хиляди екземпляра. Преведена е на 10 езика. Въпреки изземването книгата се разпространява широко в страната по неофициални канали и получава широк резонанс, утвърждава мястото на Желев като дисидент. Той е освободен като завеждащ секция и е изваден от Научния съвет на Института по култура.

#### Клуб за подкрепа на гласността и преустройството
Желю Желев инициира създаването на Клуб за подкрепа на гласността и преустройството, учреден на 3 ноември 1988 г. в 65-а аудитория на Софийския университет. Клубът приема редица декларации, вкл. против провеждания от БКП Възродителен процес и членовете му стават обект на различни форми на преследване. Самият Желев е арестуван на 5 май 1989 г.
Заедно с други интелектуалци на 19 януари 1989 година Желев участва в Закуската с Митеран във френското посолство в София.
След свалянето от власт на Тодор Живков, заедно с другите „неформални организации“ Клубът за подкрепа на гласността и преустройството в България става инициатор и провежда първия опозиционен митинг на пл. „Св. Александър Невски“ на 18 ноември 1989 г. Сред ораторите е и д-р Ж. Желев.

#### Съюз на демократичните сили
Д-р Желев е съосновател и първи председател на създадения на 7 декември 1989 г. Съюз на демократичните сили (СДС). СДС е създаден като фондация и така е вписан в регистъра на Софийския градски съд. Желев ръководи делегацията на СДС на Кръглата маса (3 януари 1990 – 14 май 1990), на която се договарят основните параметри на политическия преход и се взима решение за провеждане на многопартийни избори и свикване на VII велико народно събрание, което да изработи новата Конституция на Република България. През февруари 1990 г. е създадена Федерацията на клубовете за демокрация с председател Петко Симеонов и Оперативно бюро в състав: Желю Желев, Ивайло Трифонов, Николай Матов, Георги Друмев, Георги Мишев, Димитър Луджев, Блага Димитрова.

#### Депутат и президент
Избран е за народен представител в VII велико народно събрание. През август 1990 г., след оставката на Петър Младенов, е избран от VII ВНС за президент (председател) на Републиката. Негов вицепрезидент (заместник-председател) е Атанас Семерджиев.
Желев заема тази длъжност до избирането му и заемането на длъжността президент на Република България, от януари 1992 година.
| Резултати от президентските избори в България на 12/19 януари 1992 година | Резултати от президентските избори в България на 12/19 януари 1992 година | Резултати от президентските избори в България на 12/19 януари 1992 година | Резултати от президентските избори в България на 12/19 януари 1992 година | Резултати от президентските избори в България на 12/19 януари 1992 година | Резултати от президентските избори в България на 12/19 януари 1992 година | Резултати от президентските избори в България на 12/19 януари 1992 година |
| --- | ------------------------------------------------------------------------- | ------------------------------------------------------------------------- | ------------------------------------------------------------------------- | ------------------------------------------------------------------------- | ------------------------------------------------------------------------- | ------------------------------------------------------------------------- |
| \| Кандидат-президент \| Кандидат-вицепрезидент \| Издигнати от \| Гласове I тур \| % I тур \| Гласове II тур \| % II тур \| \| ------------------------------- \| ---------------------- \| ---------------------------------------------- \| ------------- \| --------- \| -------------- \| --------- \| \| Кирил Борисов \| Милан Тонев \| Либерална партия - Перник \| 11 227 \| 0,22% \| \| \| \| Тодор Пашалийски \| Велин Илиев \| Християнрадикална партия \| 6 307 \| 0,12% \| \| \| \| Иван Георгиев \| Иван Кисимов \| Българска национално-радикална партия \| 19 495 \| 0,38% \| \| \| \| Желю Желев \| Блага Димитрова \| Съюз на демократичните сили \| 2 273 541 \| 44,66% \| 2 738 420 \| 52,85% \| \| Антон Дончев \| Николай Шкутов \| Движение „Глас за безпартиен президент“ \| 31 798 \| 0,62% \| \| \| \| Правдолюб Кожухаров \| Симеон Янулев \| Българска работническо-селска партия \| 7 808 \| 0,15% \| \| \| \| Йоло Денев \| Георги Статков \| Българска демократическа партия \| 10 769 \| 0,21% \| \| \| \| Петър Манолов \| Емилия Савова \| Движение „Безпартийни за демокрация“ \| 14 023 \| 0,28% \| \| \| \| Благовест Сендов \| Огнян Сапарев \| инициативен комитет \| 113 897 \| 2,24% \| \| \| \| Димитър Димитров \| Велчо Велев \| Свободна демократическа партия \| 8 620 \| 0,17% \| \| \| \| Иван Иванов \| Петър Димитров \| Български национален съюз „Нова демокрация“ \| 10 099 \| 0,20% \| \| \| \| Димитър Марковски \| Димитър Савов \| Свободна кооперативна партия \| 8 360 \| 0,16% \| \| \| \| Петър Гогов \| Богдан Йоцов \| Независима демократическа партия \| 21 302 \| 0,42% \| \| \| \| Асен Младенов \| Иван Георгиев \| Българска комунистическа партия \| 29 646 \| 0,58% \| \| \| \| Славомир Цанков \| Михаил Миланов \| Съюз на демократичните партии и движения Ера 3 \| 50 247 \| 0,99% \| \| \| \| Велко Вълканов \| Румен Воденичаров \| инициативен комитет \| 1 549 970 \| 30,44% \| 2 443 434 \| 47,15% \| \| Сийка Георгиева \| Станчо Митев \| Политически форум „Преображение“ \| 17 150 \| 0,34% \| \| \| \| Крум Крумов-Куманов \| Венчеслав Георгиев \| Предизборен съюз за национално спасение \| 10 266 \| 0,20% \| \| \| \| Кузман Кузманов \| Никола Шумарев \| Десен демократичен алианс \| \| \| \| \| \| Стоян Цанков \| Иван Стоянов \| Демократическа партия в България \| 9 888 \| 0,19% \| \| \| \| Димитър Попов \| Христо Генчев \| Българска национална демократическа партия \| 32 606 \| 0,64% \| \| \| \| Жорж Ганчев \| Петър Берон \| Български бизнес блок \| 854 108 \| 16,78% \| \| \| \| Общо: \| Общо: \| Общо: \| 5 091 127 \| 5 091 127 \| 5 181 854 \| 5 181 854 \| \| на балотаж не достигнал балотаж \| \| \| \| \| \| \| |                                                                           |                                                                           |                                                                           |                                                                           |                                                                           |                                                                           |
| Кандидат-президент | Кандидат-вицепрезидент                                                    | Издигнати от                                                              | Гласове I тур                                                             | % I тур                                                                   | Гласове II тур                                                            | % II тур                                                                  |
| Кирил Борисов | Милан Тонев                                                               | Либерална партия - Перник                                                 | 11 227                                                                    | 0,22%                                                                     |                                                                           |                                                                           |
| Тодор Пашалийски | Велин Илиев                                                               | Християнрадикална партия                                                  | 6 307                                                                     | 0,12%                                                                     |                                                                           |                                                                           |
| Иван Георгиев | Иван Кисимов                                                              | Българска национално-радикална партия                                     | 19 495                                                                    | 0,38%                                                                     |                                                                           |                                                                           |
| Желю Желев | Блага Димитрова                                                           | Съюз на демократичните сили                                               | 2 273 541                                                                 | 44,66%                                                                    | 2 738 420                                                                 | 52,85%                                                                    |
| Антон Дончев | Николай Шкутов                                                            | Движение „Глас за безпартиен президент“                                   | 31 798                                                                    | 0,62%                                                                     |                                                                           |                                                                           |
| Правдолюб Кожухаров | Симеон Янулев                                                             | Българска работническо-селска партия                                      | 7 808                                                                     | 0,15%                                                                     |                                                                           |                                                                           |
| Йоло Денев | Георги Статков                                                            | Българска демократическа партия                                           | 10 769                                                                    | 0,21%                                                                     |                                                                           |                                                                           |
| Петър Манолов | Емилия Савова                                                             | Движение „Безпартийни за демокрация“                                      | 14 023                                                                    | 0,28%                                                                     |                                                                           |                                                                           |
| Благовест Сендов | Огнян Сапарев                                                             | инициативен комитет                                                       | 113 897                                                                   | 2,24%                                                                     |                                                                           |                                                                           |
| Димитър Димитров | Велчо Велев                                                               | Свободна демократическа партия                                            | 8 620                                                                     | 0,17%                                                                     |                                                                           |                                                                           |
| Иван Иванов | Петър Димитров                                                            | Български национален съюз „Нова демокрация“                               | 10 099                                                                    | 0,20%                                                                     |                                                                           |                                                                           |
| Димитър Марковски | Димитър Савов                                                             | Свободна кооперативна партия                                              | 8 360                                                                     | 0,16%                                                                     |                                                                           |                                                                           |
| Петър Гогов | Богдан Йоцов                                                              | Независима демократическа партия                                          | 21 302                                                                    | 0,42%                                                                     |                                                                           |                                                                           |
| Асен Младенов | Иван Георгиев                                                             | Българска комунистическа партия                                           | 29 646                                                                    | 0,58%                                                                     |                                                                           |                                                                           |
| Славомир Цанков | Михаил Миланов                                                            | Съюз на демократичните партии и движения Ера 3                            | 50 247                                                                    | 0,99%                                                                     |                                                                           |                                                                           |
| Велко Вълканов | Румен Воденичаров                                                         | инициативен комитет                                                       | 1 549 970                                                                 | 30,44%                                                                    | 2 443 434                                                                 | 47,15%                                                                    |
| Сийка Георгиева | Станчо Митев                                                              | Политически форум „Преображение“                                          | 17 150                                                                    | 0,34%                                                                     |                                                                           |                                                                           |
| Крум Крумов-Куманов | Венчеслав Георгиев                                                        | Предизборен съюз за национално спасение                                   | 10 266                                                                    | 0,20%                                                                     |                                                                           |                                                                           |
| Кузман Кузманов | Никола Шумарев                                                            | Десен демократичен алианс                                                 |                                                                           |                                                                           |                                                                           |                                                                           |
| Стоян Цанков | Иван Стоянов                                                              | Демократическа партия в България                                          | 9 888                                                                     | 0,19%                                                                     |                                                                           |                                                                           |
| Димитър Попов | Христо Генчев                                                             | Българска национална демократическа партия                                | 32 606                                                                    | 0,64%                                                                     |                                                                           |                                                                           |
| Жорж Ганчев | Петър Берон                                                               | Български бизнес блок                                                     | 854 108                                                                   | 16,78%                                                                    |                                                                           |                                                                           |
| Общо: | Общо:                                                                     | Общо:                                                                     | 5 091 127                                                                 | 5 091 127                                                                 | 5 181 854                                                                 | 5 181 854                                                                 |
| на балотаж не достигнал балотаж |                                                                           |                                                                           |                                                                           |                                                                           |                                                                           |                                                                           |

На президентските избори, проведени през януари 1992 година, Желев е избран (с 44,66% от гласовете на първия тур и с 52,85 % на балотажа) за президент на Република България. Негов вицепрезидент е Блага Димитрова.
През лятото на 1992 г. дава пресконференция, запомнена под името „Боянските ливади“ заради нейното място на провеждане (на поляна в президентската резиденция „Бояна“), на която критикува остро правителството на Филип Димитров, след което отношенията му със СДС се обтягат. Вероятно поради това СДС решава да направи предварителни избори за номиниране на кандидат за президент през есента на 1996 г., на които Желю Желев губи от Петър Стоянов.
По време на августовския пуч в СССР през 1991 година Желю Желев заема твръда позиция  в подкрепа на президента на СССР Михаил Горбачов и на президента на РСФСР, Борис Елцин. В  спомен, посветен на събитията, Желев пише, че първите реакции на западни държавници след преврата са били примирителни, изразявали са желание за ненамеса във вътрешните работи на СССР и за избягване на кръвопролития. „Тъкмо на България най-малко прилича да излиза с беззъба декларация“ - пише Желев. „Нас и без това ни разглеждат като най-големите лакеи на Съветския съюз и то не без основание“. В декларацията на президента превратът е осъден категорично, като комунистически и неосталинистки.
През януари 1992 година подкрепя решението на правителството на Филип Димитров да признае обявената независимост на Република Македония, както и на Босна и Херцеговина, Хърватия и Словения. Решението е обявено на 15 януари, с което България става първата държава, която признава Република Македония. През август същата година, по време на посещение на руския президент Борис Елцин в България, Желев му въздейства и това, заедно с получената подкрепа от Сюлейман Демирел, изиграва ключова роля за признаването на Македония и от страна на Русия.

#### Либерална алтернатива
Желев не желае да е редови член на СДС след края на президентството си. На парламентарните избори през април 1997 г. се явява със създадената от него партия Либерална алтернатива, с която спечелва 0,32% от гласовете. Оттогава не взима активно участие в българската политика. През януари 1997 г. основава фондация „Д-р Желю Желев“. Тя събира и публикува документалното наследство от най-новата политическа история на България.

#### Балкански политически клуб
На 26 май 2001 година по идея на Желев в София е основан Балканският политически клуб. В учредителното събрание участват президентите Йон Илиеску, Сюлейман Демирел, Емил Константинеску, Киро Глигоров, както и политически лидери от Босна и Херцеговина, Гърция, Албания, Република Македония, Турция. Като генерална политическа цел на Клуба Желев определя „съгласуването на интересите, намирането на общото в интересите на страните от региона“. Два мандата той заема поста председател на клуба.
През 2010 година на въпроса какво е постигнато през 20-годишния преход и какво не, Желев кратко отговаря:
| „ | „Каква я мислехме, каква стана!" | “ |

### Смърт
Желю Желев почива в София на 30 януари 2015 г., на 79 години, малко повече от година след смъртта на съпругата му Мария Желева през декември 2013 година. Обявен е ден за национален траур. Опят е от патриарх Неофит в катедралния храм „Св. Александър Невски“ в София и е погребан с военни почести. Тялото му е положено до гроба на по-малката му дъщеря Йорданка в Боянските гробища.

## Семейство
Желю Желев е женен за Мария Желева, с която има 2 дъщери (Станка и Йорданка) и син. Първото им дете – Митко, умира на 80-ия ден от рождението си от тежка вродена сърдечна недостатъчност. През 1993 г. по-малката му дъщеря Йорданка се самоубива.

## Творчество

### Научна дейност
В периода 1961 – 1964 г., след издържан конкурс, Желю Желев е редовен аспирант във философския факултет към катедра „Диалектически и исторически материализъм“ на Софийския държавен университет. Защитава дисертации за научните степени кандидат на науките (1974) и доктор на науките (1988).

### Философски възгледи и постижения
Философията е младежкият екзистенциален избор на Желю Желев. Три са големите философски теми, които са пленявали съзнанието на Желю Желев. Първата е същността на света и на първо място централния онтологичен проблем за материята в светлината на върховите постижения на естествознанието през ХХ в. Втората е по-скоро философско-социологическа и се отнася за структурата и функционирането на човешкото общество, чиято ос според Желев е свободата. Третата тема е философско-антропологическа и се отнася до човека. Алфата и омегата на марксистко-ленинската философия, която студентът по философия е принуден на изучава, е материализмът, наричан диалектически материализъм (диамат). Определението на Ленин за материята  се смята за върха на философията изобщо и за светая светих на диамата. Като аспирант Желев подлага в дисертацията си учението на Ленин на унищожителна критика. Това става грандиозен скандал  в Софийския университет и тоталитарна България. Корифеите на марксистко-ленинската философия в България и в Съветския съюз заклеймяват аспиранта Желю Желев, чиято машинописна дисертация се разпространява нелегално. 
Друго онтологическо съчинение на Желев е книгата „Модалните категории“. 
От философско-антропологическите интереси на философа Желев е неговата книга „Релационна теория за личността“, която е публикувана едва след краха на тоталитарно-комунистическа система.
В „Реалното физическо пространство“ (1996) Желев се занимава с проблеми между философията и модерното естествознание. Дефинира се физическото пространство като различно от геометричното, предлага се нов прочит на четвъртото измерение, на апориите на Зенон за Ахил.

### Желев като социолог
Желев насочва своя изследователски интерес към тоталитарно-комунистическото общество и става автор на книгата, която публикува в маскировката на книгата си „Фашизмът“, но всеки зачел книгата разпознава веднага, че това е книга за комунистическия тоталитаризъм като двойник на фашизма. Книгата е инкриминирана. Хората свързани с нейното публикуване са репресирани, а черните облаци над подложения на тотален надзор Желев е подложен на нови репресии. Книгата „Фашизмът“ анализира тоталитарните режими на нацистка Германия, фашистка Италия и Испания по времето на Франко. Описва основните принципи на поведение на фашистките режими и без пряко да критикува комунистическите правителства, представя очевидните сходни характеристики и използвани методи при двата режима.

### Съчинения
- „Самодейното изкуство в условията на научно-техническата революция“ (1976)
- „Модалните категории“ (1978)
- „Физическата култура и спорта в урбанизираното общество“ (1979)
- „Фашизмът“. София: Народна младеж, 1982
  - „Фашизмът“. София: БЗНС, 1990, 365 с.
  - „Тоталитарните близнаци“, юбилейно издание по повод на 30-годишнината от първата публикация на „Фашизмът“ (2012)
- „Желю Желев. Биографични бележки“. София: Централен избирателен клуб, 1991, 46 с.
- „Човекът и неговите личности“. София: Цанко Церковски, 1991, 255 с.
- „Релационна теория за личността“. София: Цанко Церковски, 1993, 327 с.
- „Интелигенция и политика. Статии, есета, речи, интервюта“. София: Литературен форум, 1995, 274 с.
- „Новата външна политика на България и НАТО“ (1995)
- „Реалното физическо пространство“ (1996)
- „Обръщения на президента към народа и парламента“ (1996)
- „В голямата политика“. София: Труд, 1998, 336 с.
- „Политически речи. 1962 – 2002 г.“. София: Фондация „Д-р Желю Желев“, 2003, 449 с.
- „Интервюта, януари 1989 г. – септември 2000 г.“ (2004)
- „Въпреки всичко. Моята политическа биография“. София: Колибри, 2005, 640 с.
  - „Въпреки всичко. Моята политическа биография“. 2 доп. изд. София: Колибри, 2010, 662 с.

## Награди и отличия
Желю Желев е награден с Македонското държавно отличие Орден „8 септември“ заради признанието на независимостта на Северна Македония, моралната подкрепа за интеграцията на страната в НАТО и ЕС.
Носител на орден „Стара планина“ – I степен на Република България (7 март 2005).
Почетен доктор на Graceland College, Айова, САЩ (1993), University of Maine, САЩ (1993), Университета на Тел Авив (1993); Анкарския университет (1994), Сеулския университет (1995), Американския университет в България (1996), Славянския университет в Баку, Азърбайджан (2002); Югозападния университет „Неофит Рилски“ в Благоевград (2004) и Великотърновския университет „Св. св. Кирил и Методий“ (обявен на 8 декември 2005 г. за приноса му в развитието на философията и политическите науки и неговите заслуги за демократизирането на обществения живот и висшето образование в България; академично слово на тема: „Политиката и политиците“).
Носител е и на наградата „Катерина Медичи“, присъдена му от Международната академия „Медичи“ (1991), на международната награда с медал „За заслуги към Европа“ (1993) и на наградата „Преход“, разделена с Ицхак Рабин и връчена в Кран-Монтана (1996).

## Памет
- На 31 май 2016 г. на него е наименуван връх Желю Желев в Антарктика.[29][30]
- На 7 ноември 2017 г. в родното му село е открита паметна плоча. Церемонията събира пред родната къща на Желев президента Румен Радев и неговите предшественици Петър Стоянов, Георги Първанов и Росен Плевнелиев.
- От 2021 г. площадът в пространството между Партийния дом, улица „Московска“, Националната художествена галерия и площад „Княз Александър I“ в София се казва „Доктор Желю Желев“.